# Беларуска рубла
Вижте пояснителната страница за други значения на рубла.
Беларуската рубла (на беларуски: беларускі рубель; на руски: белорусский рубль) е официалната валута на Беларус.
Въведена през 1992 г. за заместване на съветската рубла. 1 беларуска рубла е равна на 100 копейки. Емитира се от Банка Беларус. Международният код на валутата е BYN. Има монети с 1,2,5,10,20,50 копейки и 1,2 рубли, както се емитират и банкноти с 5, 10, 20, 50, 100, 200, 500 рубли.